# Lundvaxskivling
Lundvaxskivling (Hygrophorus nemoreus) är en svampart som först beskrevs av Christiaan Hendrik Persoon, och fick sitt nu gällande namn av Elias Fries 1838. Lundvaxskivling ingår i släktet Hygrophorus och familjen Hygrophoraceae.  Arten är reproducerande i Sverige. Inga underarter finns listade i Catalogue of Life.

## Källor

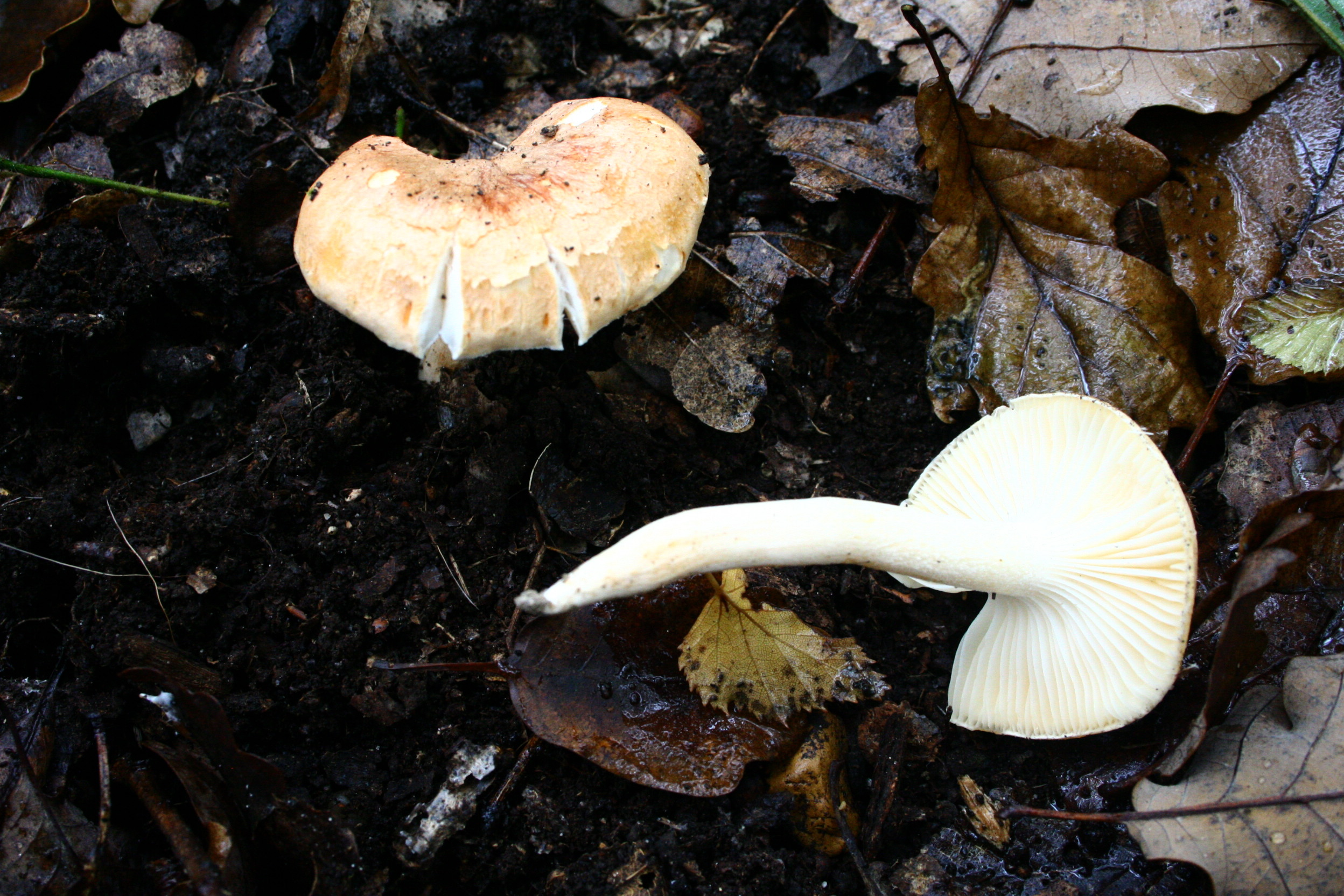